# جيمس إس. دويل
جيمس إس. دويل (بالإنجليزية: James S. Doyle)‏ هو صحفي أمريكي، ولد في 1935.